# 威廉·卡韓
威廉·墨頓·卡韓（英語：William Morton Kahan，1933年6月5日—），生於加拿大安大略多倫多，數學家與計算機科學家，專長於數值分析。1989年圖靈獎得主，1994年被提名為ACM院士。現為加州大學柏克萊分校計算機科學名譽教授。卡韓是IEEE 754-1985浮點數運算架構規格書的主要架構師，IEEE 754系列的標準主要依據他的研究而制定，因此被稱為浮點數之父。

## 生平
1954年在多倫多大學取得學士學位，1956年取得数学碩士學位，1958年取得计算机科学博士學位，随后在多伦多执教十年。1968年到加州大学伯克利分校任数学与计算机科学教授。

## 外部連結
- 威廉·卡韓首頁（页面存档备份，存于）

1. ↑   (PDF). IEEE.   [March 20, 2021]. （原始内容 (PDF)存档于November 24, 2010）.